# Homolobus albipalpis
Homolobus albipalpis är en stekelart som först beskrevs av Granger 1949.  Homolobus albipalpis ingår i släktet Homolobus och familjen bracksteklar. Inga underarter finns listade i Catalogue of Life.